# Europapark (Sittard)
Europapark is een buurt in de wijk Kemperkoul in de Nederlandse plaats Sittard (gemeente Sittard-Geleen). Deze woonbuurt omvat het noordoostelijk deel van de wijk en is gebouwd tussen 1994 en 1997. Ze wordt in het noorden en oosten begrensd door de Duitse grens (gemeente Selfkant), in het zuiden door de buurt Haagsittardpark, in het zuidwesten door Lahrhof en in het westen door Kempehof en Broeksittard.
Europapark was het vierde en laatste nieuwbouwproject dat in de uitbreidingswijk Kemperkoul werd gerealiseerd na Lahrhof, Kempehof en Haagsittardpark. De buurt heeft een parkachtige opzet en bestaat uitsluitend uit vrijstaande en twee-onder-een-kapwoningen, waarvan het merendeel koopwoningen in het hogere segment. De woonbuurt is opgebouwd uit een zestal kwartieren met straatnamen in Europese thema's; zo is er een Belgiëkwartier, een Engelandkwartier, een Frankrijkkwartier, een Luxemburgkwartier, een Nederlandkwartier en een Scandinaviëkwartier. De bebouwing wordt op verschillende plaatsen onderbroken door lange groenstroken. Tussen de bebouwing door lopen verder twee originele holle wegen (Grote - en Kleine Kemperkoul), die bij de aanleg van de woonbuurt gespaard zijn gebleven.
Vanwege de nabijheid van het wijkcentrum in Lahrhof en de sportvelden bij Broeksittard kent Europapark zelf geen eigen voorzieningen.